# Rhyssemus laevinasus
Rhyssemus laevinasus är en skalbaggsart som beskrevs av Rudolph Petrovitz 1964. Rhyssemus laevinasus ingår i släktet Rhyssemus och familjen Aphodiidae. Inga underarter finns listade i Catalogue of Life.